# Iomega

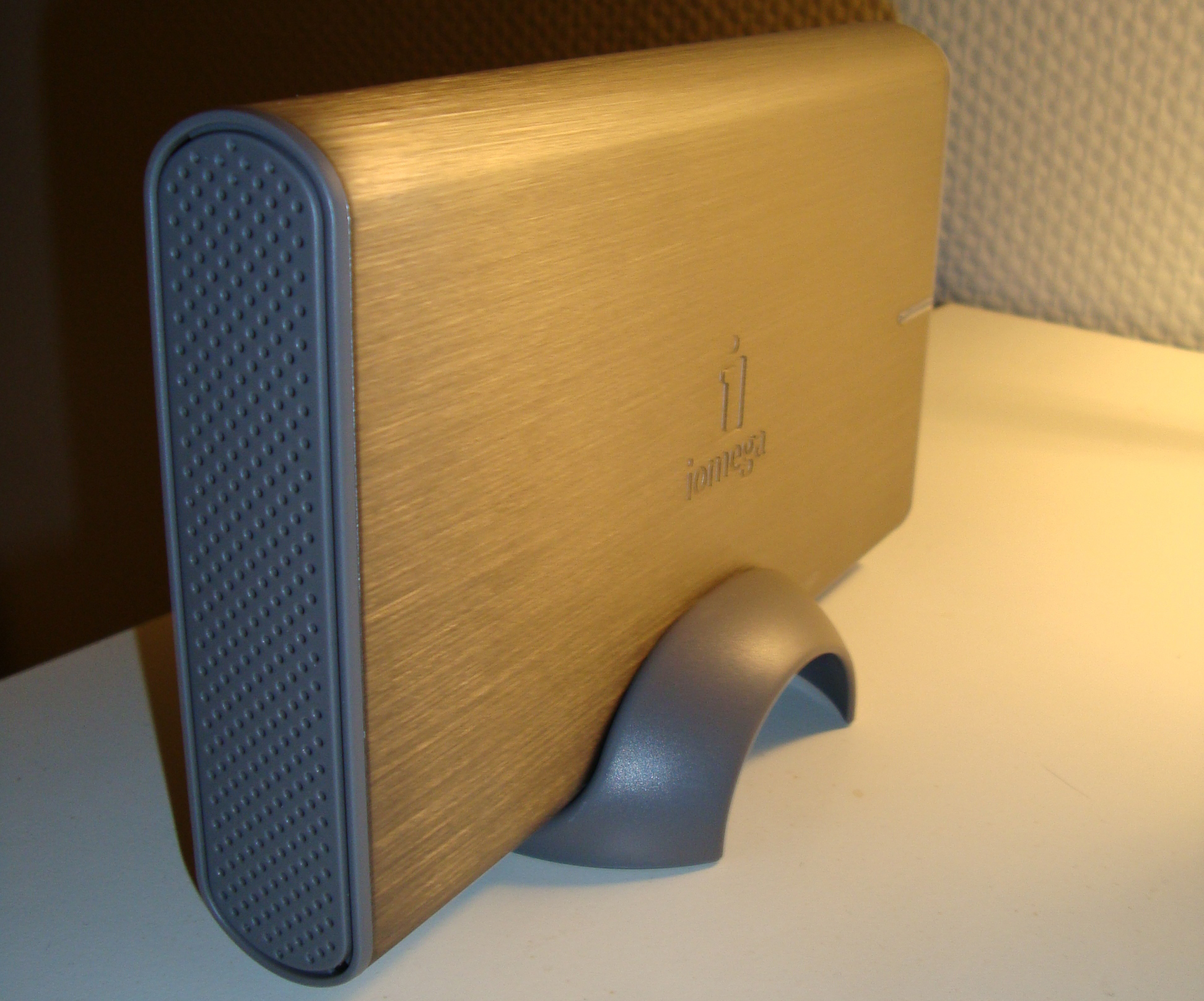
Extern hårddisk från Iomega (500 GB)

Iomega var ett företag som tillverkade lagringsenheter, bland annat hårddiskar, till datorer. Både externa och interna hårddiskar fanns på produktlistan. Företaget, som grundades 1980, hade sitt huvudkontor i San Diego, Kalifornien, USA. Iomega var världens största företag för lagringsenheter. Iomega blev uppköpt i juni 2008 av EMC Corporation. År 2013 ingick EMC Corporation i samarbete med Lenovo och bildade LenovoEMC och då ändrades sortimentet på Iomegas produkter till namnet LenovoEMC.

## Produkter
Iomega utvecklade genom åren ett flertal löstagbara magnetskivminnen till persondatorer, tänkta att komplettera eller ersätta den traditionella diskettstationen. I slutet av 1990-talet var framför allt Zip Drive-teknologin mycket framgångsrik. Därefter urholkade spridningen av CD-brännare, DVD-brännare samt de allt billigare små flashminnena allt mer marknaden för Iomegas skivminnesteknologier. Sedan 2008 då man blev en del av lagringsföretaget EMC består produktsortimentet av externa hårddiskar, NAS-enheter och multimediaprodukter för konsumentmarknaden och mindre företag.
- Bernoulli Box
- Zip Drive
- Jaz Drive
- MiniMax Drive
- Iomega REV
- Iomega Ditto
- Iomega Pocket Zip drive'

## Konkurrenter
- Adaptec
- Fabrik
- Western Digital
- Seagate
- Quanta Computer
- Sony
- Hewlett-Packard
- Hitachi

## Kuriosa
- Iomega har fått stor kritik sin kundtjänst som sträcker sig tillbaka till 1998 när Wired magazine gjorde omslaget till företagets 100 miljoner dollar-reklamkampanj. [3]

- I en rättegång har kunder klagat på att Iomega har utlovat en garanti för fri teknisk support, men har sedan kunder ringt avvisat detta och sagt att det istället skulle kosta pengar. [3]

- Iomega har flera gånger fått stor kritik för sina Zip-enheter som under en tid hade problem med att läsa innehållet från skivorna och gav istället ifrån sig ett högt ljud (populärt benämnt "the click of death" – dödsklicket). Många kunder rapporterade också om skadade skivor samt förlust av data. [4]